# Andrzej Gwóźdź
Andrzej Gwóźdź (ur. 1953 w Siemianowicach Śląskich) – polski filmoznawca, medioznawca, kulturoznawca, niemcoznawca.

## Życiorys
Profesor zwyczajny na Uniwersytecie Śląskim w Katowicach, kierownik Zakładu Filmoznawstwa i Wiedzy o Mediach (Instytut Nauk o Kulturze i Studiów Interdyscyplinarnych na Wydziale Filologicznym). Związany był też jako pracownik naukowo-dydaktyczny z Uniwersytetem Łódzkim i jako profesor gościnny z uniwersytetem w Konstancji.
Stypendysta m.in. Fundacji im. Alexandra von Humboldta i Fundacji Volkswagena w Niemczech; wykładał także w Austrii, Holandii, Czechach, we Włoszech i w Szanghaju. 
Zainteresowania naukowe Andrzeja Gwoździa obejmują antropologię audiowizualności i kultury mediów – w tym semiotykę kina i przekaźników elektronicznych (teorię filmu w dobie nowych mediów) – oraz dzieje światowej myśli medioznawczej (w tym historię myśli filmowej).
Autor szeregu publikacji z zakresu medioznawstwa i filmoznawstwa, redaktor wielu prac zbiorowych i antologii. Redaktor naczelny kwartalnika "Kultura Współczesna" w latach 2006–2014. Członek Rady Redakcyjnej kwartalnika „Kultura Popularna”; przewodniczący Rady Naukowego serii "Niemcy – Media – Kultura" Oficyny Wydawniczej Atut we Wrocławiu oraz Rady Programowej serii Biblioteka "Kultury Współczesnej" Narodowego Centrum Kultury w Warszawie; inicjator i redaktor naukowy serii "Kultury Mediów" Oficyny Naukowej w Warszawie;. 
Recenzent w przewodach do tytułu doktora honoris causa Uniwersytetu Jagiellońskiego dla Romana Polańskiego (2000) i Stevena Spielberga (2007) oraz honoris causa Państwowej Wyższej Szkoły Filmowej, Telewizyjnej i Teatralnej w Łodzi dla Michaela Hanekego (2013). 
Prezes Śląskiego Towarzystwa Filmowego (od 2004); Prezes Polskiego Towarzystwa Kulturoznawczego w latach 2005–2009; inicjator i wiceprezes Polskiego Towarzystwa Badań nad Filmem i Mediami (2015). 
Członek Komitetu Nauk o Kulturze PAN. 
Laureat Nagrody Prezydenta Miasta Katowice w dziedzinie kultury (2007) oraz odznaczenia Zasłużony dla Kultury Polskiej (2013).
Żonaty, ma jedną córkę, Magdalenę Gwóźdź-Pallokat, dziennikarkę i prezenterkę telewizyjną.

## Wybrane publikacje
Monografie autorskie:
- Kultura – komunikacja – film. O tekście filmowym, Kraków 1992: Wydawnictwo Literackie.
- Pochwała widzialności. Ze studiów nad niemiecką myślą filmową do roku 1933, Katowice 1990: Uniwersytet Śląski.
- Obrazy i rzeczy. Film między mediami, Universitas: Kraków 1997; wyd. 2, przejrzane i poprawione, Kraków 2003.
- Technologie widzenia, czyli media w poszukiwaniu autora: Wim Wenders, Kraków 2004: Universitas.
- Obok kanonu. Tropami kina niemieckiego, Wrocław 2011: Oficyna Wydawnicza Atut.

Czterotomowy cykl antologii poświęcony nowym mediom:
- (red.) Po kinie?... Audiowizualność w epoce przekaźników elektronicznych, Kraków 1994: Universitas, ISBN 83-7052-160-6
- (red.) Pejzaże audiowizualne. Telewizja – wideo – komputer, Kraków 1997: Universitas, ISBN 83-7052-346-3
- (red.) Widzieć, myśleć, być. Technologie mediów, Kraków 2001: Universitas, ISBN 83-7052-593-8
- (red.) Media – eros – przemoc. Sport w czasach popkultury, Kraków 2003: Universitas, ISBN 83-242-0392-3

Inne prace zbiorowe i antologie poświęcone kinu i nowym mediom (wybór):
- (red.), Między obrazem a narracją. Szkice z teorii telewizji, Wrocław 1990: "Wiedza o Kulturze”, s. 110.
- (red.), Prędkość i przyjemność. Kino i telewizja w dobie symulacji elektronicznej, Kielce 1994: Wydawnictwo Szumacher.
- (red., wraz ze Sławem Krzemieniem-Ojakiem), Intermedialność w kulturze końca XX wieku, Białystok 1998: Trans Humana.
- (red., wraz z Piotrem Zawojskim), Wiek ekranów. Przestrzenie kultury widzenia, Kraków 2002: Wyd. Rabid.
- (red, wraz z Agnieszką Nieracką-Ćwilkiel), Media, ciało, pamięć. O współczesnych tożsamościach kulturowych, Warszawa 2006: Instytut im. Adama Mickiewicza, ISBN 83-60263-21-3
- (red.), Ekrany piśmienności. O przyjemnościach tekstu w epoce nowych mediów, Warszawa 2008: Wydawnictwa Akademickie i Profesjonalne.
- (red.), Film als Baustelle. Das Kino und seine Paratexte. Film Under Re-Construction. Cinema and Its Paratexts, Marburg 2009: Schüren.
- (red., wraz z Magdaleną Kempną-Pieniażek), Granice kultury, Katowice 2010: Wydawnictwo Naukowe "Śląsk".
- (red.), Kino po kinie. Film w kulturze uczestnictwa, Warszawa 2010: Oficyna Naukowa.

Publikacje filmoznawcze (wybór):
- (red.), Kino: gest – ciało – ruch. Film w perspektywie systemów komunikowania niewerbalnego, Wrocław 1990: "Wiedza o Kulturze”.
- Filmtheorie in Polen. Eine Anthologie, Frankfurt/M.–Bern–New York–Paris 1992: Peter Lang (pierwsza w świecie antologia polskiej myśli filmowej wydana za granicą).
- Dwutomowa antologia niemieckiej myśli filmowej (1999, 2004): Niemiecka myśl filmowa. Antologia 1: Niemcy do roku 1945. Republika Federalna Niemiec, Niemiecka Republika Demokratyczna, Kielce 1992: Wydawnictwo Szumacher; Od projektora do komputera. Współczesna niemiecka myśl filmowa. Antologia, Katowice 1999: Wydawnictwo Naukowe "Śląsk".
- Kino niemieckie w dialogu pokoleń i kultur. Studia i szkice, Kraków 2004: Rabid.
- (red.), Kutzowisko. O twórczości filmowej, teatralnej i telewizyjnej Kazimierza Kutza, Katowice 2000: Książnica.
- (red.), Europejskie manifesty kina. Od Matuszewskiego do Dogmy. Antologia, Warszawa 2002: Wiedza Powszechna.
- Cykl publikacji poświęcony dziejom kultury filmowej na Górnym Śląsku (red., 1996, 1998, 2002, 2004) - w tym Filmowcy i kiniarze. Z dziejów X muzy na Górnym Śląsku 2004; ostatnia w cyklu: Kina i okolice. Z dziejów X muzy na Śląsku, Katowice 2006: Wydawnictwo Naukowe "Śląsk".
- (red.), Kino Kieślowskiego, kino po Kieślowskim, Warszawa 2006: Skorpion.
- Dwutomowa antologia czeskiej myśli filmowej (wraz z Petrem Szczepanikiem i in., 2005, 2007): Obrazy, obrazki, obrazeczki, Gdańsk 2005: słowo / obraz terytoria: Reguły gry. Gdańsk 2007: słowo / obraz terytoria.
- Od przemysłów kultury do kreatywnej gospodarki, Warszawa 2010: Narodowe Centrum Kultury.
- Jest film, nie ma filmu – koniec bajki. Felietony o kinie, Wrocław 2011: Oficyna Wydawnicza Atut.
- (red., wraz z Brigitte Braun i Andrzejem Dębskim), Unterwegs zum Nachbarn. Deutsch-polnische Filmbegegnungen,Trier 2015: Wissenschaftlicher Verlag Trier.
- (red.), Kino Hanny Schygulli, Wrocław 2015: Oficyna Wydawnicza Atut.